# Тан (грузинська літера)
Тан (თანი, [tani]) — восьма літера грузинської абетки.
Приголосна літера. Вимовляється як українське т з придихом (МФА /tʰ/). За міжнародним стандартом ISO 9984 транслітерується як t'.
Не слід плутати її з літерою тар ტ, яку вимовляють з горловою змичкою.

## Історія
| Асомтаврулі | Нусхурі | Мхедрулі |
| ----------- | ------- | -------- |
|             |         |          |

## Юнікод
- Ⴇ : U+10A7
- თ : U+10D7